# خلية ذاتية الانتاج
Flow Hive هي علامة تجارية لخلية النحل لها إطار عسل فريد مصمم للسماح باستخراج العسل دون الحاجة إلى فتح خلية النحل. أثناء الاستخراج ، يكون النحل آمن ويكون الحصاد اسهل مما يحدث أثناء الطرق الأخرى.